# چم چیت (گتوند)
چم چیت (گتوند)، روستایی از توابع بخش مرکزی شهرستان گتوند در استان خوزستان ایران است.

## جمعیت
این روستا در دهستان کیارس قرار دارد و براساس سرشماری مرکز آمار ایران در سال ۱۳۸۵، جمعیت آن ۷۶ نفر (۱۱خانوار) بوده‌است ومردم این روستا از طایفه بهداروند تش شیرازی میباشند.